# Eva Lechner
Pour les articles homonymes, voir Lechner.
Eva Lechner, née le 1er juillet 1985 à Bolzano dans la province de même nom (dans le Trentin-Haut-Adige) est une coureuse cycliste italienne, membre de l'équipe BTC City Ljubljana.

## Biographie
Eva Lechner a notamment été championne du monde de relais mixte en VTT en 2009 et 2013 avec l'équipe d'Italie, championne d'Italie sur route en 2007 et championne d'Italie de cyclo-cross à six reprises entre 2009 et 2015.
Début 2015, à une semaine des mondiaux, elle décroche à Hoogerheide sa première victoire lors d'une manche de Coupe du monde de cyclo-cross.

## Palmarès en VTT

### Jeux olympiques
- Pékin 2008
  - 16e du cross-country
- Tokyo 2020
  - 25e du cross-country

### Championnats du monde
- Livigno 2005
  -  Médaillée d'argent du relais mixte
- Rotorua 2006
  -  Médaillée d'argent du relais mixte
- Val di Sole 2008
  -  Médaillée de bronze du relais mixte
- Canberra 2009
  -  Championne du monde du relais mixte (avec Marco Aurelio Fontana, Gerhard Kerschbaumer, Cristian Cominelli)
- Champéry 2011
  -  Médaillée de bronze du cross-country
  -  Médaillée de bronze du relais mixte
- Saalfelden-Leogang 2012
  -  Championne du monde du relais mixte (avec Marco Aurelio Fontana, Beltain Schmid, Luca Braidot)
- Pietermaritzburg 2013
  -  Championne du monde du relais mixte (avec Gioele Bertolini, Marco Aurelio Fontana et Gerhard Kerschbaumer)
- Vallnord 2015
  -  Médaillée de bronze du relais mixte
- Leogang 2020
  -  Médaillée d'argent du cross-country

### Coupe du monde
- Coupe du monde de cross-country 
  - 2010 : 3e du classement général, vainqueur d'une manche
  - 2011 : 5e du classement général
  - 2012 : 27e du classement général
  - 2013 : 2e du classement général, vainqueur d'une manche
  - 2014 : 11e du classement général, vainqueur d'une manche
  - 2015 : 11e du classement général
  - 2016 : 19e du classement général
  - 2018 : 25e du classement général
  - 2019 : 15e du classement général
  - 2021 : 16e du classement général
  - 2022 : 33e du classement général

- Coupe du monde de cross-country short track
  - 2022 : 23e du classement général

- Coupe du monde de cross-country eliminator
  - 2013 : 6e du classement général
  - 2014 : 9e du classement général

- Coupe du monde de cross-country marathon
  - 2023 : 17e du classement général

### Championnats d'Europe
- 2002
  -  Médaillée d'argent du cross-country juniors
- 2006
  -  Médaillée de bronze du cross-country espoirs
- 2007
  -  Championne d'Europe de cross-country espoirs
- Haïfa 2010
  -  Médaillée d'argent du relais mixte
  -  Médaillée de bronze du cross-country
- Dohnany 2011
  -  Médaillée de bronze du relais mixte
- Moscou 2012
  -  Championne d'Europe du relais mixte (avec Michele Casagrande, Gioele Bertolini et Luca Braidot)
- Berne 2013
  -  Championne d'Europe du relais mixte (avec Marco Aurelio Fontana, Gioele Bertolini et Gerhard Kerschbaumer)
  -  Médaillée d'argent du cross-country
- Chies d'Alpago 2015 
  -  Médaillée d'argent du cross-country
- Brno 2019 
  -  Médaillée d'argent du relais mixte
- Monte Tamaro 2020
  -  Championne d'Europe du relais mixte

### Championnats d'Italie
- Championne d'Italie de cross-country (11) : 2009, 2010, 2011, 2012, 2013, 2014, 2015, 2016, 2018, 2020 et 2021
- Championne d'Italie de cross-country marathon (2) : 2009 et 2010

## Palmarès sur route
- 2007
  -  Championne d'Italie sur route

## Palmarès en cyclo-cross
- 2008-2009
  -  Championne d'Italie de cyclo-cross
  - Verbania
  - 10e du championnat du monde de cyclo-cross
- 2009-2010
  -  Championne d'Italie de cyclo-cross
  - 5e du championnat du monde de cyclo-cross
- 2010-2011
  - 3e du championnat d'Italie de cyclo-cross
- 2011-2012
  -  Championne d'Italie de cyclo-cross
- 2012-2013
  -  Championne d'Italie de cyclo-cross
  - 35° Gran Premio Mamma E Papa Guerciotti AM, Milan
  - 6e du championnat du monde de cyclo-cross
- 2013-2014
  -  Championne d'Italie de cyclo-cross
  - Ciclocross del Ponte, Faè di Oderzo
  -  Médaillée d'argent au championnat du monde de cyclo-cross
  - 7e de la Coupe du monde
- 2014-2015
  -  Championne d'Italie de cyclo-cross
  - Coupe du monde de cyclo-cross #6, Hoogerheide
  - EKZ Tour #1, Baden
  - EKZ Tour #2, Dielsdorf
  - Giro d'Italia Ciclocross #3, Rossano Veneto
  - Ciclocross del Ponte, Fae' Di Oderzo
  - Giro d'Italia Ciclocross #5, Rome
- 2015-2016
  -  Championne d'Italie de cyclo-cross
  - Coupe du monde de cyclo-cross #2, Valkenburg
  - EKZ CrossTour #1, Baden
  - EKZ CrossTour #5, Meilen
  - Giro d'Italia Cross #3, Asolo
- 2016-2017
  -  Championne d'Italie de cyclo-cross
  - EKZ CrossTour #1, Baden
  - EKZ CrossTour #4, Eschenbach
  - 5e de la Coupe du monde
  - 6e du championnat du monde de cyclo-cross
- 2017-2018
  -  Championne d'Italie de cyclo-cross
  - Gran Premio Mamma E Papa Guerciotti AM, Milan
  - Flückiger Cross Madiswil, Madiswil
  - International Cyclocross Selle SMP -8° Trof.Cop.ed.Brugherio82, Brugherio
  - Ciclocross del Ponte, Trévise
  - EKZ CrossTour #5, Eschenbach
  - 3e de la Coupe du monde
  - 6e du championnat d'Europe de cyclo-cross
  - 7e du championnat du monde de cyclo-cross
- 2018-2019
  -  Championne d'Italie de cyclo-cross
  - Brico Cross Geraardsbergen, Eeklo
- 2019-2020
  -  Championne d'Italie de cyclo-cross
  -  Médaillée d'argent du championnat d'Europe de cyclo-cross
  - 7e du championnat du monde de cyclo-cross
- 2020-2021
  - 3e du championnat d'Italie de cyclo-cross
  - 6e du championnat d'Europe de cyclo-cross
- 2021-2022
  - Gran Premio Internazionale CX Città di Jesolo, Jesolo
  - Internazionale CX San Colombano, San Colombano Certénoli
  - Ciclocross del Ponte, Trévise
  - 2e du championnat d'Italie de cyclo-cross
- 2023-2024
  - International Cyclocross Grand Prix Cicli Francesconi, Salvirola
  - CX Internazionale Firenze, Florence
  - Turin International Cyclocross, San Francesco al Campo
  - Gran Premio Val Fontanabuona, San Colombano Certénoli